# Smokie
Gli Smokie (originariamente Smokey) sono un gruppo musicale di rock britannico, che ha goduto di una buona popolarità in Europa negli anni '70.

## Storia
Il gruppo, originariamente chiamato The Yen e in seguito Essence, fu formato nel 1965, ed era composto da Chris Norman (nato il 25 ottobre 1950 a Redcar, Yorkshire), Terry Uttley (nato il 9 giugno 1951 a Birkenshaw), Alan Silson (nato il 21 giugno 1951 nello Yorkshire) e Ron Kelly (nato nel 1952).
Nel maggio 1968 si rinominarono The Elizabethans e nell'autunno dello stesso anno Kelly lasciò il gruppo. Nell'agosto del 1969 realizzarono due canzoni per un programma della BBC.
Nel 1973 Ron Kelly lasciò il gruppo, così si aggiunse Pete Spencer (nato il 13 ottobre 1948 a Bradford) alla batteria.
Nel 1975 esce il loro album di debutto, Pass It Around, con cui raggiunsero la popolarità, ma nel 1982 con l'insuccesso dell'album Strangers in Paradise comincerà il loro declino, e nel 1986 Chris Norman, il componente fondamentale, lasciò il gruppo. Oggi l'unico membro originale rimasto è Terry Uttley, mentre gli altri, una volta che lasciavano il gruppo, sono stati sostituiti. Anche Chris Norman è ancora attivo con il suo gruppo e fa concerti in tutto il mondo.

### Album
- 1975: Pass It Around
- 1975: Changing All the Time
- 1976: Midnight Cafe
- 1977: Bright Lights & Back Alleys
- 1978: The Montreux Album
- 1979: The Other Side of the Road
- 1981: Solid Ground
- 1982: Strangers in Paradise
- 1982: Midnight Delight
- 1988: All Fired Up
- 1989: Boulevard of Broken Dreams
- 1990: Whose Are These Boots
- 1992: Chasing Shadows
- 1993: Burning Ambition
- 1994: Celebration
- 1995: From Smokie with Love
- 1996: Light a Candle - The Christmas Album
- 1998: Wild Horses - The Nashville Album
- 2000: Uncovered
- 2001: Uncovered Too
- 2004: On the Wire